# Ромек Стжалковський
Ромек (Роман) Стжалковський (пол. Romek (Roman) Strzałkowski; 20 березня 1943, Варшава — 28 червня 1956, Познань) — польський школяр, який загинув у Познанському повстанні 1956 року. У сучасній Польщі шанується як «обличчя Познанського червня».

## Сім'я та характер
Народився під час німецької окупації у сім'ї підпільників Армії Крайової (АК). Ян Стжалковський, батько Ромека, був активістом Союзу збройної боротьби, брав участь у Варшавському повстанні. Анна Стжалковська, мати Ромека, була зв'язковою AK. Після Варшавського повстання Стжалковських депортували до нацистської Німеччини, Яна утримували в зандбостельському таборі для військовополонених.
Після війни сім'я повернулася до Польщі. У 1950 році оселилися у Познані. Ян Стжалковський служив у податковій інспекції, потім працював на підприємстві мостобудування та сталевих конструкцій. Батьки Ромека Стжалковського були переконаними противниками урядущої компартії ПОРП і комуністичної держави ПНР, але не брали участі у збройному опорі. Сина виховували у дусі польського націонал-патріотизму та католицької релігійності.
Влітку 1956 року Ромек Стжалковський закінчив шостий клас середньої школи. Займався у музичному училищі, грав на фортепіано. Відрізнявся енергійним, навіть буйним характером, у школі вважався «талановитим хуліганом». Немолоді батьки дуже дбали про пізню дитину, багато допомагали школі.

## Останній день

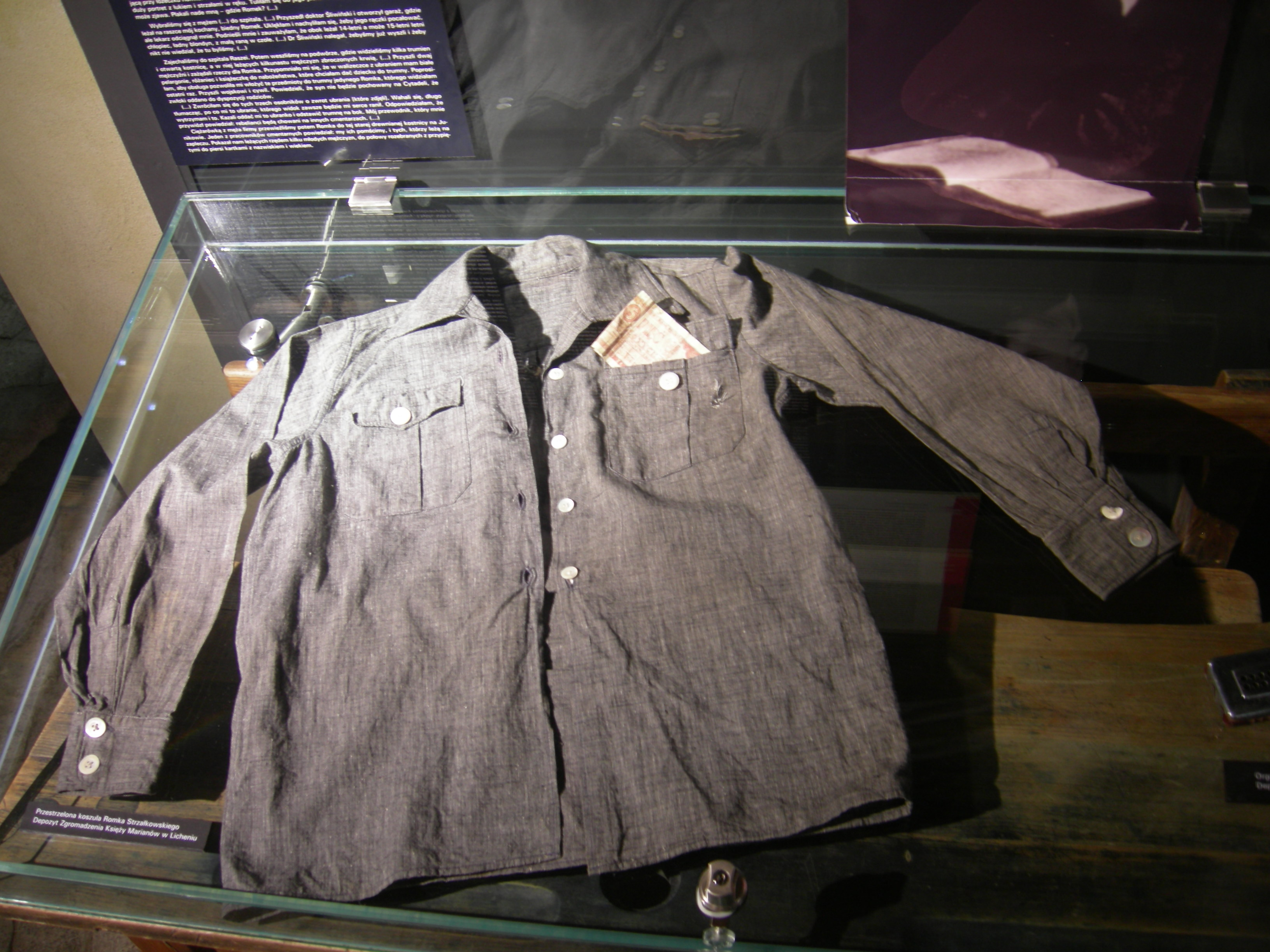
Прострілена сорочка Ромека Стжалковського

28 червня 1956 року в Познані піднялися робітничі хвилювання, що переросли в міське повстання. Почавшись із соціально-економічних вимог, рух швидко обернувся масовим антикомуністичним протестом. Влада кинула проти протестувальників великі сили придушення — міліцію, Комітет громадської безпеки (КГБ), Корпус внутрішньої безпеки, загони курсантів, армійські підрозділи. Стжалковські зранку чули галас на вулицях. На запитання Ромека відповіли, що люди хочуть краще жити.
Вранці Ромек Стжалковський, як завжди, вийшов у магазин за продуктами. Анна Стжалковська, яка нещодавно перенесла серцевий напад, просила його повертатися швидше і в жодному разі не включатися до вуличних подій. Проте Ромек зустрів шкільних друзів. Підлітки захопилися тим, що відбувається, вирішили дізнатися більше і приєдналися до демонстрації робітників заводу імені Сталіна. Про магазин Ромек, мабуть, забув. У демонстрації він взяв участь цілком усвідомлено, разом з іншими скандував гасла за свободу релігії, проти радянських військ у Польщі.
На вулиці Кохановського біля будівлі КДБ сталося кровопролитне зіткнення демонстрантів з офіцерами держбезпеки. Поведінка Ромека Стжалковського точно не встановлена. Є свідчення, що він тримав плакат «Хочемо релігії у школах»; за іншими даними, він підхопив польський прапор, який випустила поранена трамвайниця Гелена Пшибилек. Про це говорив на судовому процесі адвокат Міхал Гжегожевич, але ця інформація мала суперечливий характер. Коли почалася стрілянина, Ромек спробував сховатись за стінами гаражів КДБ. Там він був смертельно поранений пострілом у груди.
Його виявила двадцятирічна Тереза Шміт, згодом відома під псевдонімом Теофіла Коваль. Молода жінка працювала на шинному заводі, але була пов'язана з органами держбезпеки (обслуговувала дітей офіцерів у таборі літнього відпочинку). На місці подій вона опинилась у пошуку нареченого — курсанта бронетанкового училища, залученого до придушення повстання. Вона покликала людей, пораненого поклали на ноші та доправили до лікарні. Однак Ромек був уже мертвий.

## Розслідування
Після придушення Познанського повстання розпочали офіційне розслідування подій. Влада мала намір суворо покарати учасників антикомуністичного бунту. Серед численних епізодів була загибель Ромека Стшалковського. Спочатку слідство просувало версію, що кулю, яка спричинила його смерть, випустив хтось із протестувальників.
Головним свідком виступала Тереза Шміт. Саме тоді вона й отримала захисний псевдонім Теофіла Коваль: у місті поширилися чутки, ніби співробітниця КГБ вбила дитину — через це над Шміт нависла загроза самосуду. На слідстві та судових процесах Шміт-Коваль неодноразово змінювала свідчення. Спочатку вона казала, ніби Ромек біля гаража спалював речі, взяті в розгромлених квартирах співробітників КГБ, і загинув від раптового пострілу. Потім показувала, ніби його випадково застрелили на вулиці. У всіх випадках Коваль стверджувала, що постріл нібито зроблено у спину — тобто не з боку будівлі КДБ, а від невідомого, можливо, протестувальника.
Проте експертиза довела, що поранення було отримано не ззаду у хребет, а спереду у груди. Свідок заплутався настільки, що прокуратура пред'явила їй звинувачення у дачі свідомо хибних свідчень. У підсумку визнали, що вона «знаходилася в сумлінній помилці» і звинувачення було знято. Згодом Інститут національної пам'яті (IPN) кваліфікував роль Теофіли Коваль як вельми сумнівну — можливо, за її допомогою влада намагалася дезорієнтувати громадськість і хибно звинуватити протестувальників.
У жовтні 1956 року першим секретарем ЦК ПОРП став колишній політв'язень Владислав Гомулка. Почалася «Гомулківська відлига». Офіційна оцінка Познанського повстання змінилася: робітничий протест визнали законним і справедливим, переслідування учасників припинилися (крім кількох людей, визнаних винними у вбивстві офіцера КДБ). Але одночасно припинилося будь-яке з'ясування обставин подій, зокрема розслідування вбивства Ромека Стжалковського. Батьки намагалися домогтися встановлення істини, але отримали відмову. Анну Стжалковську навіть не допустили на прийом до Гомулки. Над Стжалковськими встановили спостереження СБ. Батько подавав заяву про постріл невідомого під час відвідування могили Ромека.
Нове розслідування — вже після усунення від влади ПОРП та перетворення ПНР на Третю Річ Посполиту — зробив IPN. З'ясування обставин на той час дуже ускладнилося. У 2005 році померла Теофіла Коваль. Вважається доведеним, що постріл, який спричинив смерть, був зроблений з боку будівлі КДБ, проте за давністю років неможливо встановити, чи була куля прицільною або випадковою (перевіряється також версія загибелі внаслідок танкового залпу). У будь-якому разі загибель школяра стала результатом дій сил придушення.

## Пам'ять
Похований Ромек Стжалковський на цвинтарі Юнікова в Познані.
28 червня 1981 року з ініціативи профспілки Солідарність у Познані було відкрито пам'ятник до 25-річчя повстання. У церемонії брала участь Анна Стжалковська. Ян Стжалковський помер у 1980 році, Анна - у 1988 році, поховані разом із сином. У 1982 - 1986 роках підпільна «Солідарність» випускала поштові марки із зображенням Ромека Стжалковського.
З усіх загиблих у познанських подіях 1956 року Ромек Стжалковський був молодшим за віком. У сучасній Польщі він шанується як «обличчя Познанського червня». Його ім'ям названо одну з познанських вулиць. У Познані та Варшаві встановлено меморіальні дошки. «Хлопчик із прапором», який вийшов на демонстрацію та загинув за свободу, став персонажем народних легенд і поетичних творів. Експонатом Познанського музею червня 1956 року є прострілена сорочка Ромека.